# Pokrajina Como
Pokrajina Como (v italijanskem izvirniku Provincia di Como [provìnča di kòmo]) je ena od dvanajstih pokrajin, ki sestavljajo italijansko deželo Lombardija. Zavzema tudi občino Campione d'Italia, ki je edina italijanska eksklava v Švici. Meji na severu s Švico, na vzhodu s pokrajinama Sondrio in Lecco, na jugu s pokrajino Monza e Brianza in na zahodu s pokrajino Varese.

## Večje občine
Glavno mesto je Como, ostale večje občine so (podatki 2007):
| Mesto           | Prebivalcev |
| --------------- | ----------- |
| Como            | 83.016      |
| Cantù           | 36.518      |
| Mariano Comense | 25.646      |
| Erba            | 16.901      |
| Olgiate Comasco | 10.827      |
| Lurate Caccivio | 9.728       |
| Rovellasca      | 7.512       |
| Cernobbio       | 6.662       |

## Naravne zanimivosti
Edini otok v jezeru Como, imenovan Isola Comacina, je gozdnat in danes neobljuden. Leži v zelo mirnem delu jezera, kjer je značilno prijetno toplo podnebje. Bodisi na otoku kot na bližnjih obalah spontano rastejo oljke, zato se kraj imenuje kotlina olja.
Seznam zaščitenih področij v pokrajini:
- Regijski park Valle del Lambro (Parco regionale della Valle del Lambro)
- Regijski park Spina Verde (Parco Spina Verde di Como)
- Naravni rezervat Sasso Malascarpa (Riserva naturale Sasso Malascarpa)
- Naravni rezervat Lago di Alserio (Riserva naturale Riva orientale del Lago di Alserio)
- Naravni rezervat Fontana del Guercio (Riserva naturale Fontana del Guercio)
- Naravni rezervat Lago di Montorfano (Riserva naturale Lago di Montorfano)
- Naravni rezervat Lago di Piano (Riserva naturale Lago di Piano)

## Zgodovinske zanimivosti
Ozemlje današnje pokrajine Como zavzema konec zahodnega dela jezera Lario ali Lago di Como. Ko so ga okoli leta 200 pr. n. št. zavzeli Rimljani, so se takoj lotili bonifikacije naravne kotline ob jezeru in ustanovili vojaško postojanko Comum. Izkazala se je za pomembno strateško središče v vojni proti Retom, zato je bila v kratkem času poseljena: že leta 77 pr. n. št. se je tod nastanilo 5000 kolonov rimskega imperija. Med priseljenci je bilo 500 grških poslovnežev in po njihovih potomcih so baje dobila ime nekatera mesta v pokrajini. Leta 49 je Comum, današnji Como, postal municipium (vmesna stopnja med provinco in kolonijo).